# Ganjuh
Ganjuh is een bestuurslaag in het regentschap Bengkulu Selatan van de provincie Bengkulu, Indonesië. Ganjuh telt 538 inwoners (volkstelling 2010).